# Tours Football Club 2012-2013

## Rosa
| N. |                           | Ruolo | Calciatore           |
| -- | ------------------------- | ----- | -------------------- |
| 1  | Francia (bandiera)        | P     | Brice Maubleu        |
| 3  | Francia (bandiera)        | D     | Xavier Tomas         |
| 4  | Francia (bandiera)        | D     | Nicolas Seguin       |
| 5  | Francia (bandiera)        | D     | Wilfried Moimbé      |
| 6  | Guadalupa (bandiera)      | C     | Thomas Gamiette      |
| 7  | Rep. del Congo (bandiera) | C     | Prince Oniangué      |
| 8  | Costa d'Avorio (bandiera) | C     | Yacoub Meité         |
| 9  | Slovacchia (bandiera)     | A     | Erik Pačinda         |
| 10 | Costa d'Avorio (bandiera) | A     | Christian Kouakou    |
| 11 | Francia (bandiera)        | A     | Jean-Bryan Boukaka   |
| 13 | Francia (bandiera)        | A     | Jérémy Blayac        |
| 14 | Tunisia (bandiera)        | A     | Mohamed Ali Ghariani |
| 15 | Francia (bandiera)        | D     | Thomas Fontaine      |
| 16 | Francia (bandiera)        | P     | Benjamin Bertrand    |
| 17 | Francia (bandiera)        | C     | Rémi Biancardini     |
| 18 | Francia (bandiera)        | D     | Stéphane Tritz       |

| N. |                    | Ruolo | Calciatore            |
| -- | ------------------ | ----- | --------------------- |
| 19 | Brasile (bandiera) | C     | Diego Rigonato        |
| 19 | Francia (bandiera) | A     | Bryan Bergougnoux     |
| 20 | Francia (bandiera) | C     | Billy Ketkeophomphone |
| 21 | Francia (bandiera) | D     | Teddy Kayombo         |
| 22 | Francia (bandiera) | D     | Léo Schwechlen        |
| 23 | Francia (bandiera) | C     | Xavier Chavalerin     |
| 24 | Francia (bandiera) | D     | Clément Fabre         |
| 25 | Francia (bandiera) | C     | Pascal Berenguer      |
| 26 | Francia (bandiera) | D     | Alexandre Castro      |
| 28 | Francia (bandiera) | D     | Julien Cétout         |
| 29 | Francia (bandiera) | A     | Charly Dutournier     |
| 30 | Francia (bandiera) | P     | Benjamin Leroy        |
| 33 | Francia (bandiera) | C     | Jean-Baptiste Gérard  |
| 33 | Francia (bandiera) | C     | Briac Ménoret         |